# Ancinnes
Ancinnes é uma comuna francesa na região administrativa do País do Loire, no departamento de Sarthe. Estende-se por uma área de 27.21 km². Em 2010 a comuna tinha 960 habitantes (densidade: 35,3 hab./km²).